# E8 (matematik)
 For alternative betydninger, se E8. (Se også artikler, som begynder med E8)
E8 er et matematisk objekt, nærmere bestemt en Liegruppe, som første gang blev beskrevet af den tyske matematiker Wilhelm Killing mellem 1888 og 1890. Udover at være interessant inden for ren matematik anvendes E8 også til at beskrive symmetrier inden for strengteori.
Betegnelsen E8 kommer fra Wilhelm Killings og Élie Cartans klassifikation af komplekse simple Liealgebraer, som opdeles i fire familier, der kaldes An, Bn, Cn, Dn, og fem undtagelsestilfælde som betegnes E6, E7, E8, F4 og G2. Liealgebraen E8 er den største og mest komplicerede af disse undtagelsestilfælde.

## Fodnoter
1. ↑  Bilkenroth, Carl-Johan, Matematikerna har fångat sina monster, http://www.svd.se/nyheter/utrikes/artikel_214695.svd Arkiveret 29. december 2007 hos  Wayback Machine, Svenska Dagbladet, 2. april 2007

| Matematik | Spire Denne artikel om matematik er en spire som bør udbygges. Du er velkommen til at hjælpe Wikipedia ved at udvide den. |